# Raveniola kopetdaghensis
Espèce
Synonymes
- Brachythele kopetdaghensis Fet, 1984

Raveniola kopetdaghensis est une espèce d'araignées mygalomorphes de la famille des Nemesiidae.

## Distribution
Cette espèce est endémique de la province d'Ahal au Turkménistan,. Elle se rencontre dans le Kopet-Dag.

## Description
Le mâle décrit par Zonstein en 2024 mesure 11,40 mm.

## Systématique et taxinomie
Cette espèce a été décrite sous le protonyme Brachythele kopetdaghensis par Fet en 1984. Elle est placée dans le genre Raveniola par Zonstein en 1987.

## Étymologie
Son nom d'espèce, composé de kopetdagh et du suffixe latin -ensis, « qui vit dans, qui habite », lui a été donné en référence au lieu de sa découverte, le Kopet-Dag.

## Publication originale
- Fet, 1984 : « A new species of spider from the Turkmen SSR: Brachythele kopetdaghensis sp. n. (Aranei, Dipluridae). » Fauna and Ecology of Arachnids, Université de Perm, p. 37-41.